# Pepin (village de Wisconsin)
Pepin és un village al town homònim (comtat de Pepin, Wisconsin) amb 878 habitants al cens del 2000.

## Demografia
Segons el cens del 2000 Pepin tenia 878 habitants, 381 habitatges, i 241 famílies. La densitat de població era de 477,5 habitants per km².
Dels 381 habitatges en un 22,3% hi vivien nens de menys de 18 anys, en un 52,2% hi vivien parelles casades, en un 7,1% dones solteres, i en un 36,5% no eren unitats familiars. En el 32,8% dels habitatges hi vivien persones soles el 18,9% de les quals corresponia a persones de 65 anys o més que vivien soles. El nombre mitjà de persones vivint en cada habitatge era de 2,17 i el nombre mitjà de persones que vivien en cada família era de 2,74.
Per edats la població es repartia de la següent manera: un 17,3% tenia menys de 18 anys, un 6,4% entre 18 i 24, un 21,9% entre 25 i 44, un 26,2% de 45 a 60 i un 28,2% 65 anys o més.
L'edat mediana era de 48 anys. Per cada 100 dones de 18 o més anys hi havia 92,1 homes.
La renda mediana per habitatge era de 36.319 $ i la renda mediana per família de 41.250 $. Els homes tenien una renda mediana de 31.393 $ mentre que les dones 22.875 $. La renda per capita de la població era de 17.755 $. Aproximadament el 2% de les famílies i el 5,8% de la població estaven per davall del llindar de pobresa.

## Poblacions properes
El següent diagrama mostra algunes poblacions properes.